# Danne Boterenbrood
Danne Boterenbrood (* 19. Juli 1985 in Zwolle, Niederlande) ist eine ehemalige niederländische Triathletin und Mitglied der Nationalmannschaft.

## Werdegang
Boterenbrood studierte an der Universität Groningen Medizin und lebt mit ihrem Freund in Sittard, wo das niederländische Triathlon-Zentrum seinen Sitz hat. Sie ist Dozentin für Medizin an der Universität Maastricht und startet für die Vereine GSTV Tritanium und Triathlon Club Chateauroux.
In den sieben Jahren von 2004 bis 2010 nahm Boterenbrood an 15 ITU-Wettkämpfen teil und erreichte drei Top-Ten-Platzierungen.
In Deutschland trat Boterenbrood 2009 für den Verein Lemgo in der Bundesliga an. Zudem ging Boterenbrood 2009 als Elite-Verstärkung zusammen mit internationalen Stars wie Emma Moffatt und Olga Alexejewna Dmitrijewa für den französischen Verein Charleville Tri Ardennes in der angesehenen französischen Club-Meisterschafts-Serie Lyonnaise des Eaux an den Start. Beim Triathlon Audencia in La Baule etwa, d. h. dem Großen Finale der Lyonnaise-Serie, wurde Boterenbrood im Jahr 2009 zwar nur 30., war damit aber die drittbeste Charleville-Läuferin. Charleville führte auch 2010 Boterenbrood unter seinen Elite-Läuferinnen an, allerdings trat Boterenbrood bei keinem der fünf Lyonnaise-Bewerbe an.
Für das Jahr 2011 ließ sich Boterenbrood von der Universität Maastricht beurlauben, um sich nach dem weitgehend triathlonfreien Jahr 2010 wieder ganz dem Sport und der Qualifikation für London 2012 zu widmen. Im November 2012 gewann sie die Erstaustragung des Ironman 70.3 Lanzarote.
2014 wurde sie Nationale Meisterin auf der Triathlon-Kurzdistanz und drei Wochen später auch auf der Sprintdistanz. Im August 2016 wurde sie nationale Vizemeisterin auf der Triathlon-Sprintdistanz.
In Norwegen gewann die damals 34-Jährige auf der Langdistanz im August 2019 den Norseman Xtreme Triathlon. Seit 2019 tritt Danne Boterenbrood nicht mehr international in Erscheinung.

## Sportliche Erfolge
| Datum/Jahr    | Rang | Wettbewerb                                  | Austragungsort | Zeit     | Bemerkung                             |
| ------------- | ---- | ------------------------------------------- | -------------- | -------- | ------------------------------------- |
| 4. Juni 2017  | 5    | NED Triathlon National Championships        | Amsterdam      | 02:12:44 |                                       |
| 27. Aug. 2016 | 2    | NED Sprint Triathlon National Championships | Veenendaal     | 00:59:56 | Nationale Vizemeisterin Sprintdistanz |
| 8. Juni 2014  | 1    | NED Sprint Triathlon National Championships | Amsterdam      | 01:01:05 | Nationale Meisterin Sprintdistanz     |
| 18. Mai 2014  | 1    | NED Triathlon National Championships        | Weert          | 02:01:11 | Nationale Meisterin Kurzdistanz       |
| 5. Okt. 2013  | 2    | Ironman 70.3 Lanzarote                      | Lanzarote      | 04:40:44 |                                       |
| 29. Juni 2013 | 1    | ITU Sprint Triathlon Premium European Cup   | Rijssen-Holten | 01:03:00 |                                       |
| 10. Nov. 2012 | 1    | Ironman 70.3 Lanzarote                      | Lanzarote      | 04:40:05 |                                       |

| Datum/Jahr   | Rang | Wettbewerb                | Austragungsort | Zeit     | Bemerkung |
| ------------ | ---- | ------------------------- | -------------- | -------- | --------- |
| 3. Aug. 2019 | 1    | Norseman Xtreme Triathlon | Eidfjord       | 13:13:59 |           |